# فارنهایت (بازی ویدئویی)
فارنهایت (به انگلیسی: Fahrenheit)، که در آمریکای شمالی با نام ایندیگو پرافسی (به انگلیسی: Indigo Prophecy) شناخته می‌شود، یک بازی ویدئویی مورد تقدیر قرار گرفته‌است به سبک درام تعاملی و اکشن ماجراجویی است که توسط استودیوی فرانسوی کوآنتیک دریم توسعه یافته و شرکت آتاری آن را برای کنسول‌های پلی‌استیشن ۲ و ایکس‌باکس منتشر کرده‌است. نسخه مایکروسافت ویندوز آن نیز چندین ماه بعد در اکتبر سال ۲۰۰۵ منتشر شده‌است. براساس وب‌سایت کوآنتیک دریم، بازی فارنهایت از زمان انتشار در سپتامبر ۲۰۰۵ بیش از ۷۰۰٫۰۰۰ نسخه در سراسر جهان فروش داشته‌است. نسخهٔ بازسازی شده از این بازی در سال ۲۰۱۵ برای ویندوز، اندروید، آی‌اواس، مک‌اواس، و لینوکس، و در سال ۲۰۱۶ برای کنسول پلی‌استیشن ۴ عرضه شد.

## داستان
در این اثر دلهره‌آور فراطبیعی شهر نیویورک تحت تأثیر مجموعه‌ای از قتل‌های مرموز یک شکل قرار می‌گیرد در آن‌ها یک فرد عادی تحت تصرف نیروهای فراطبیعی قرار می‌گیرد و یک فرد کاملاً غریبه را به قتل می‌رساند. شخصیت اصلی داستان (لوکاس کین) درگیر این قتل‌ها می‌شود و باید به راز نیروهای مافوق طبیعی که باعث شدند او دست به قتل بزند پی ببرد.

## شخصیت‌ها

لوکاس کین در نمایی از بازی

- لوکاس کین
- کارلا والنتی
- تایلر مایلز
- کشیش مارکوس کین
- اوراکل

شخصیت‌های فرعی
- تیفانی هارپر
- سامانتا مالون
- کودک ایندیگو
- آگاتا:فال گیر
- گروه بنفش
- گروه نارنجی
- نامرئی‌ها